# Ach, miłość, coś mi uczyniła
Ach, miłość, coś mi uczyniła – incipit anonimowego wiersza o tematyce miłosnej, pochodzącego z XV wieku.
Ten czterowersowy erotyk został dopisany do kodeksu łacińskiego Wilhelma Horborga Decisiones rote z 1408 roku, na ostatniej karcie (87 verso), pod tekstem drugiego znanego (chronologicznie) przekazu Bogurodzicy. Rękopis przechowywany jest obecnie w Bibliotece Jagiellońskiej w Krakowie (nr 408).
Odkrycie tekstu ogłosił po raz pierwszy Jerzy Samuel Bandtkie w 1817 roku (artykuł Wiadomość o starożytnym języku polskim w "Pamiętniku Warszawskim"), a pierwszą transliterację i transkrypcję opublikował w 1852 Wacław Aleksander Maciejowski.